# Golo bărdo
Golo bărdo (bulgariska: Голо бърдо) är en bergskedja i Bulgarien. Den ligger i regionen Pernik, i den västra delen av landet, 27 km sydväst om huvudstaden Sofia.